# Schwarzrückenspecht
Der Schwarzrückenspecht (Picoides arcticus) ist ein mittelgroßer Specht aus der Gattung Picoides innerhalb der Unterfamilie der Echten Spechte (Picinae). Wie bei seinen nahen Verwandten, dem Fichtenspecht (Picoides dorsalis) und dem Dreizehenspecht (Picoides tridactylus), ist die nach hinten gerichtete, bei den meisten anderen Kletterspechten zwar vorhandene, aber weitgehend funktionslose erste Zehe nicht ausgebildet.
Der Schwarzrückenspecht kommt im nördlichen Nordamerika in einem breiten Gürtel von der Pazifik- bis zur Atlantikküste vor. Obwohl die Art nirgendwo häufig ist, scheint sie zurzeit nicht gefährdet zu sein. Es werden keine Unterarten beschrieben.

## Aussehen

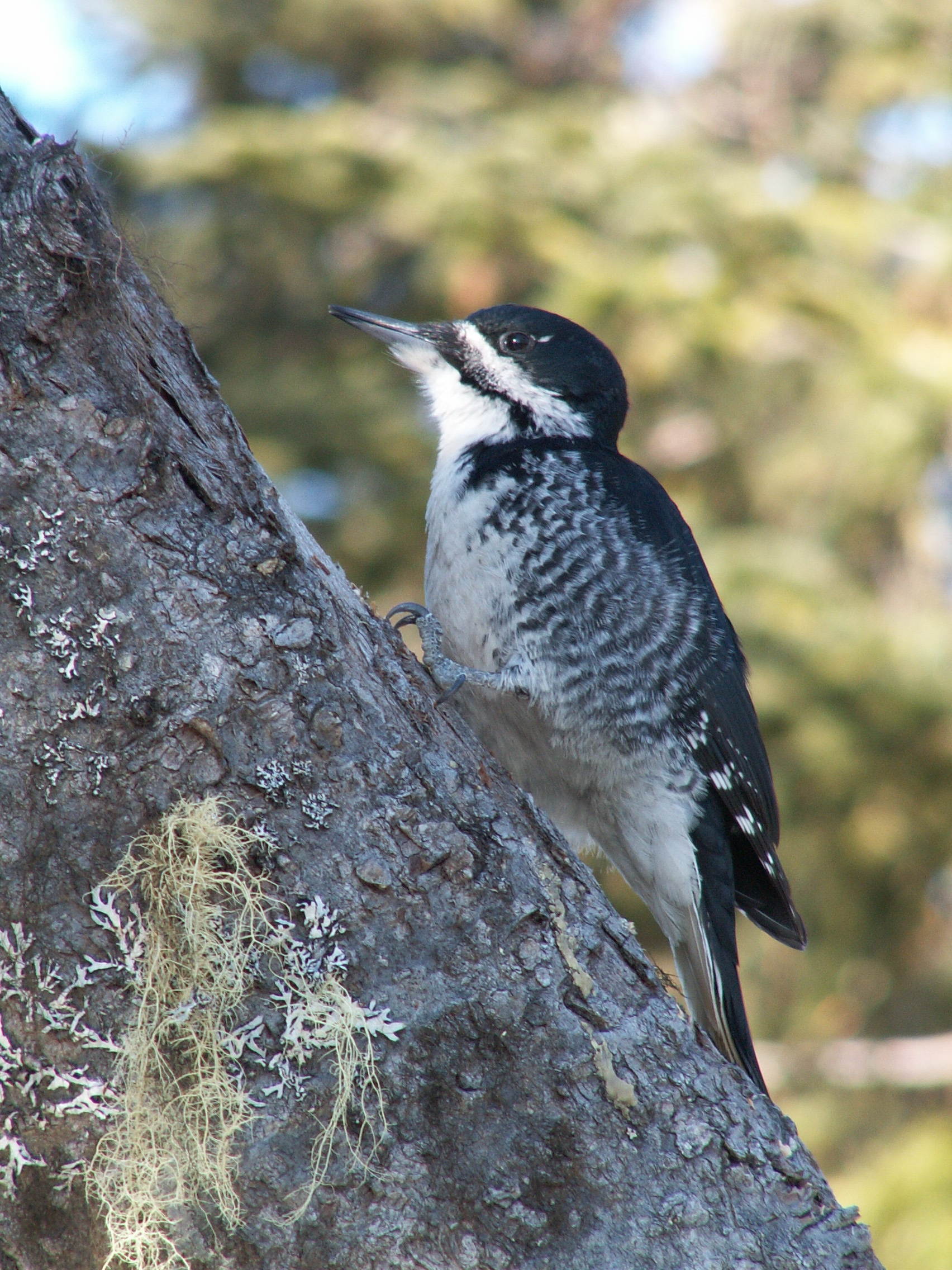
Schwarzrückenspecht, Weibchen

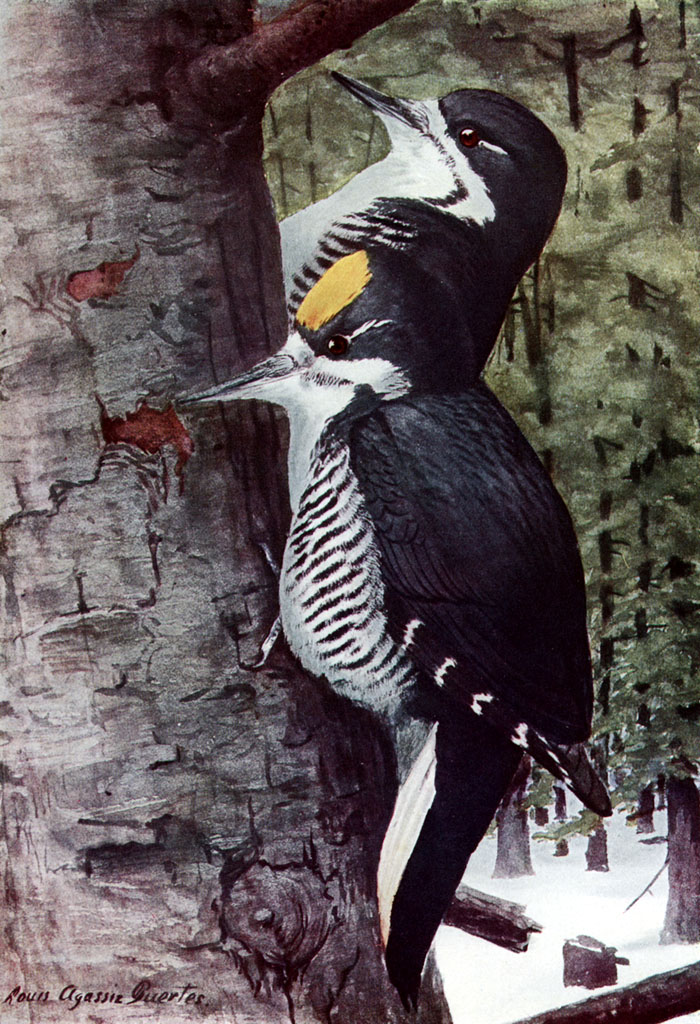
Schwarzrückenspechte, Illustration

Schwarzrückenspechte sind etwa buntspechtgroß. Männchen werden bis zu 25 Zentimeter lang und erreichen ein Körpergewicht von über 70 Gramm. Die Flügelspannweite beträgt etwas über 40 Zentimeter. Weibchen sind unwesentlich kleiner und leichter.
Die Oberseite dieser Spechtart ist einheitlich tiefschwarz. Weißzeichnungen fehlen. Die Unterseite ist reinweiß, die Flanken sind schwarz gebändert. Die Handschwingen sind weiß liniert, die äußeren Steuerfedern sind weiß, die inneren ungebändert schwarz. Auch der Kopf ist fast einheitlich schwarz. Vom oberen Schnabelansatz zieht sich ein schmaler, jedoch meist markanter weißer Streif leicht abwärts, fast bis zum Nacken. Hinter dem Auge ist nur aus der Nähe und nicht bei allen Individuen ein schmaler weißer Streif zu erkennen. Die Iris ist dunkelgrau, Schnabel, Läufe und Zehen sind schiefergrau.
Im Flug wirken Schwarzrückenspechte aus der Obersicht weitgehend schwarz, von unten fallen die leuchtend helle Unterseite sowie die sehr schmal weiß gebänderten Flügelflächen auf. Der Flug selbst ist ein typisch bogenförmiger Spechtflug.
Die Geschlechter unterscheiden sich in Größe und Gewicht nur undeutlich; einzig sicheres Unterscheidungsmerkmal ist die leuchtend gelbe Scheitelplatte des Männchens. Dieser Kopfbereich ist beim Weibchen einheitlich schwarz. Bis zur ersten Vollmauser ist das Gefieder der Jungvögel in den Schwarzbereichen weniger glänzend und auf der Unterseite matt gräulichweiß. Eine Geschlechtsbestimmung von Jungvögeln ist im Freiland kaum möglich, da beide Geschlechter meist gelbe Scheitelplatten tragen.

### Lautäußerungen
Die Anwesenheit von Schwarzrückenspechten kann meist nur anhand ihrer Hackspuren und ihrer Lautäußerungen festgestellt werden. In der Vorbrutzeit ist diese Spechtart akustisch sowohl durch ihre Rufe als auch durch Trommeln recht auffällig, danach verhält sie sich jedoch sehr ruhig. Die Rufe sind allerdings nicht weittragend und bestehen vor allem aus gequetscht zwitschernden und scharrenden Elementen, die zuerst in der Tonhöhe ansteigen und danach abfallen. Während des Vortrags dieser Sequenz, die beide Geschlechter sowohl in antagonistisch als auch in sexuell bestimmten Situationen äußern, wird der Kopf vorgestreckt und geschwenkt. Daneben sind eine Reihe von krächzenden und metallisch kratzenden Ruffolgen zu hören.
Beide Geschlechter trommeln in der Vorbrutzeit intensiv. Die Trommelwirbel enthalten bis zu dreißig Schläge bei einer Dauer von etwa 2 Sekunden. Ihre Frequenz ist deutlich höher als die des ebenfalls sehr intensiv trommelnden Fichtenspechtes.

### Verwechslungsmöglichkeiten

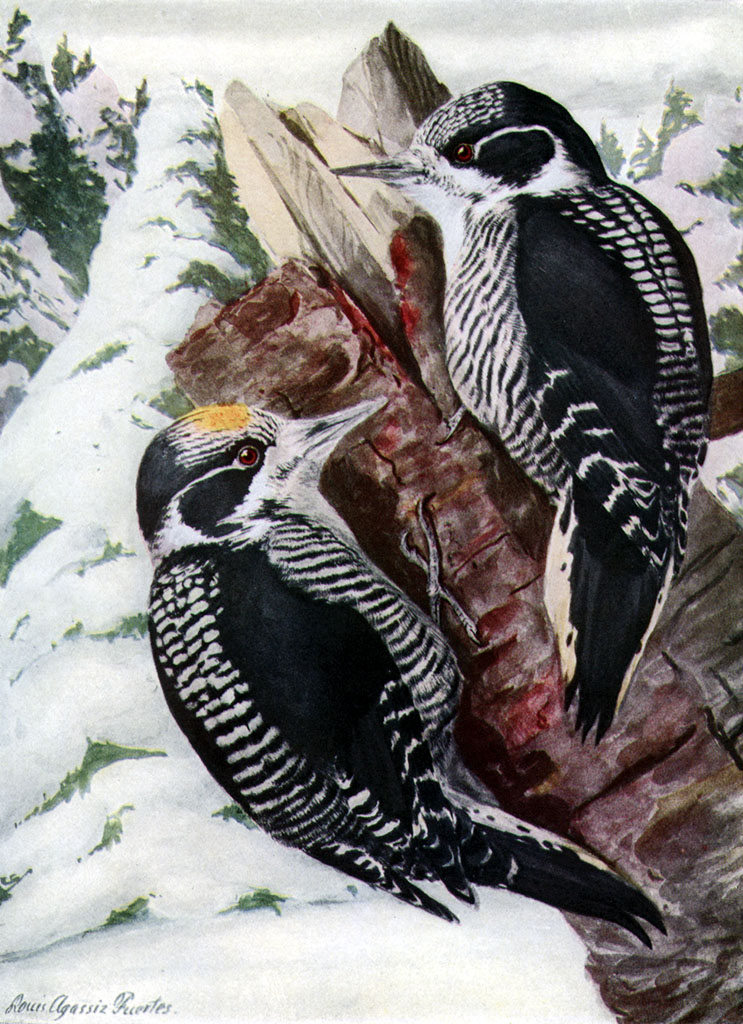
Fichtenspecht

Der Schwarzrückenspecht ist dem nahe verwandten Fichtenspecht sehr ähnlich, mit dem er auch weite Bereiche seines Verbreitungsgebietes teilt. Schwarzrückenspechte sind zwar geringfügig größer, doch reichen diese Größenunterschiede für eine sichere Unterscheidung nicht aus. Bestes Unterscheidungsmerkmal ist der individuell unterschiedliche Weißanteil in der Rückenfärbung des Fichtenspechts; diese ist bei der östlichen Unterart P. bacatus am geringsten, fehlt aber bei keiner Unterart vollkommen. Aus der Nähe können die Zeichnung der äußeren Steuerfedern sowie die der gelben Stirnplatte als gute Differenzierungshinweise dienen: Beim Schwarzrückenspecht sind die äußeren Steuerfedern ungebändert weiß, beim Fichtenspecht schwarz gebändert; die Stirnplatte ist beim Fichtenspecht an ihren Rändern schwarz gestreift, beim Schwarzrückenspecht markant vom übrigen schwarzen Kopfgefieder abgesetzt. Der weiße Hinterauchenstreif ist beim Fichtenspecht meist deutlicher und länger als beim Schwarzrückenspecht, bei dem dieser auch fehlen kann.
Schwärzlinge, die bei anderen Spechtarten wie zum Beispiel dem Dunenspecht gelegentlich vorkommen, können dem Schwarzrückenspecht ähneln, müssten aber schon allein wegen der geringeren Größe sicher von diesem unterschieden werden können.

## Verbreitung

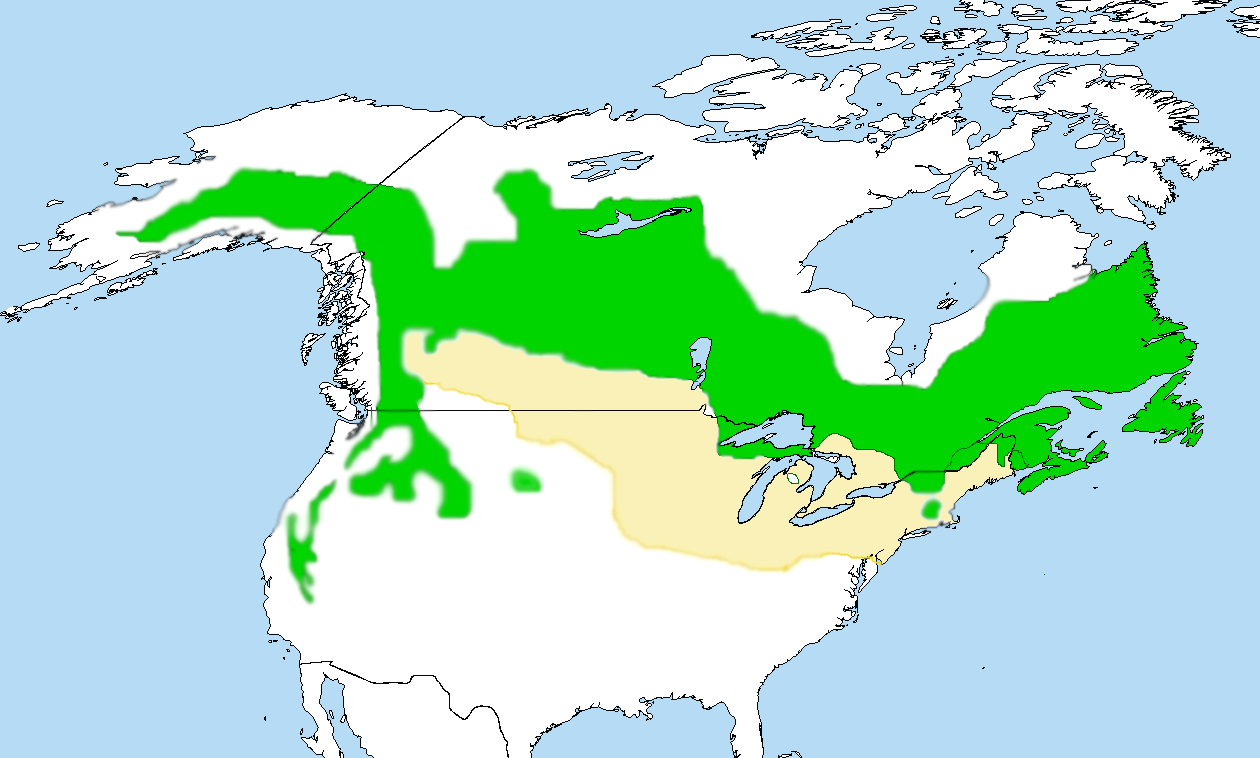
Verbreitungsgebiet des Schwarzrückenspechts
In den gelb markierten Bereichen ist die Art vor allem ein Wintergast und nur sehr selten Brutvogel

Der Schwarzrückenspecht ist im nördlichen Nordamerika weit verbreitet. Seine Vorkommen reichen von Alaska im Westen in einem breiten Gürtel ostwärts bis Neufundland. Die südlichsten Verbreitungsgebiete liegen von West nach Ost im nördlichen und zentralen Kalifornien, im nördlichen Wyoming und Wisconsin, in den Black Hills von Süddakota, sowie in den nördlichen Bereichen der Bundesstaaten New York und Maine. Im zentralen und südlichen Bereich der Rocky Mountains kommt der Schwarzrückenspecht nicht vor.
Das Hauptverbreitungsgebiet des Schwarzrückenspechtes liegt in der submontanen und der montanen Zone. In den Rocky Mountains dringt er auch in die subalpine Zone vor, dort sind Brutvorkommen nahe der Baumgrenze um 3000 Meter bekannt. Vor allem im Osten seines Verbreitungsgebietes kommt er auch in Tieflandgebieten und auf Meeresniveau vor.

## Lebensraum

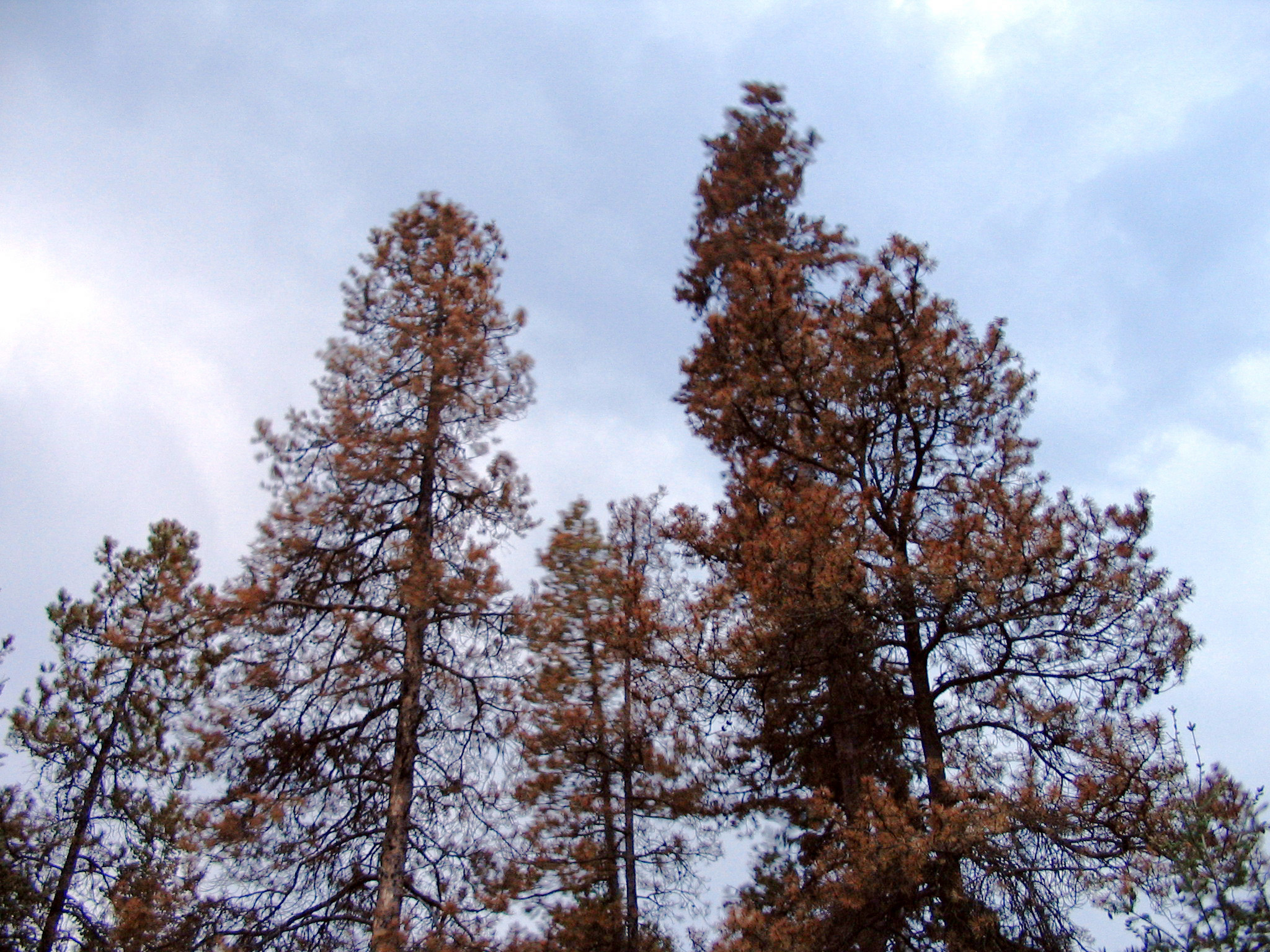
Abgestorbene Küstenkiefern in British Columbia

Die Art ist weitgehend, aber nicht ausschließlich, an feuer- oder windbruchgeschädigte boreale und montane Nadelwälder gebunden. Er folgt den Massenvermehrungen holzbohrender Käferarten, die sich oft an solche Ereignisse anschließen. Schwarzrückenspechte können dann in Gebiete einwandern, in denen sie jahrzehntelang fehlten.
Die Baumzusammensetzung seines Lebensraum ist sehr variabel; eine besondere Bevorzugung einer bestimmten Baumart ist nicht festzustellen. Meist besiedelt die Art Wälder, die aus verschiedenen Fichtenarten, Föhren, Lärchen, im Bereich der Großen Seen auch aus Lebensbäumen zusammengesetzt sind.
Schwarzrückenspechte gehören zu den ersten Vögeln, die brandgeschädigte Waldgebiete wiederbesiedeln, oft schon wenige Monate nach dem Waldbrand. Sie zählen neben dem Dunenspecht und dem Fichtenspecht zu jenen Spechtarten, die besonders stark von solchen Ereignissen profitieren. Meist verbleiben sie einige Jahre in diesen Regionen, bevor sie weiterziehen. Bevorzugt werden Gebiete, die sowohl alte, naturbelassene Nadelwälder als auch Brand – oder Windwurfflächen oder durch Holzeinschlag entstandene Lichtungen aufweisen. Stehendes und liegendes Totholz ist ein wesentliches Requisit eines geeigneten Habitats. In ungeschädigten, naturbelassenen Nadelwäldern brütet die Art ebenfalls, erreicht dort aber nicht die Siedlungsdichten wie in den von Bränden oder Stürmen heimgesuchten Optimalhabitaten.
Zur Reviergröße bestehen nur wenige aussagekräftige Angaben. Schwarzrückenspechte dürften einen relativ großen Raumbedarf haben. In Idaho wurden 72 Hektar ermittelt, in Oregon 124 Hektar und in Vermont 61 Hektar. Mit zunehmendem zeitlichen Abstand zum Brandereignis nimmt der Raumbedarf dieser Spechtart signifikant zu und kann schließlich über 500 Hektar betragen.

## Wanderungen
Schwarzrückenspechte scheinen keine regelmäßig wiederkehrenden Wanderungen zu unternehmen, sind aber dennoch in hohem Maße mobil und imstande irruptiv über weite Distanzen zu migrieren. Dabei folgen sie meist Massenvermehrungen verschiedener holzbohrender Käferarten. Auch in Waldbrandgebiete wandert diese Spechtart sehr schnell ein, meist auch dann, wenn zuvor in der weiteren Umgebung keine Brutvorkommen vorlagen. Irruptive Wanderbewegungen können die Art relativ weit nach Süden führen, so wurden 1974/75 über 400 Schwarzrückenspechte deren Brutgebiete im südlichen Québec und Ontario lagen, fast 600 Kilometer südlich in Pennsylvania festgestellt.
Bei ungünstigen Wetter- und Nahrungsbedingungen scheinen Schwarzrückenspechte relativ rasch und in der Richtung variabel in günstigere Gebiete zu verstreichen. Sie können dann auch in Stadtgebieten und Parks erscheinen.

## Nahrung und Nahrungserwerb

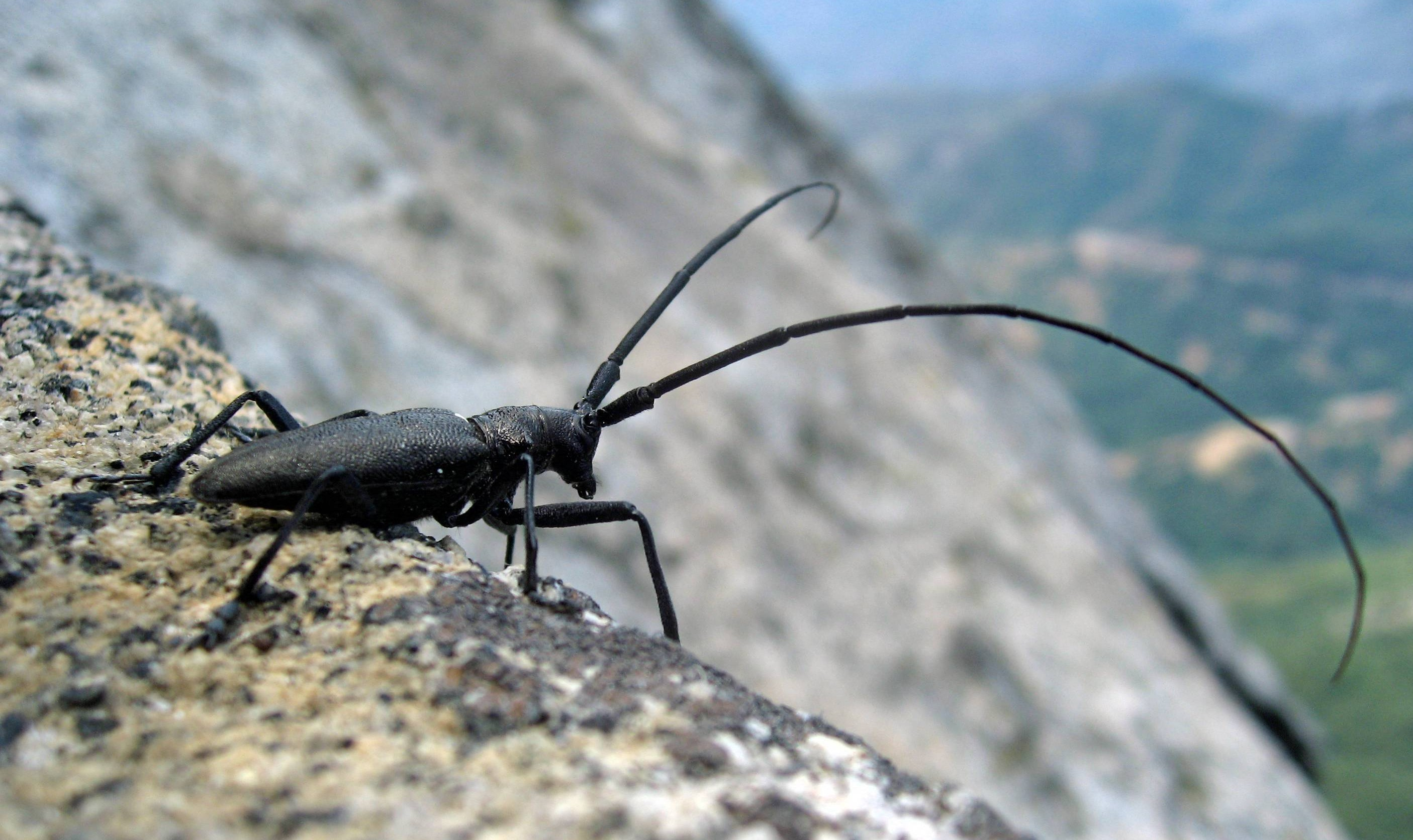
Die bis zu 50 Millimeter großen Larven dieser Bockkäfer-Art (Monochamus scutellatus) spielen eine große Rolle in der Ernährung des Schwarzrückenspechtes

Schwarzrückenspechte sind spezialisierte Hackspechte, deren Nahrung hauptsächlich aus Larven von Bockkäfern und Prachtkäfern besteht. Daneben können regional andere Holzschädlinge, wie zum Beispiel der Bergkiefernkäfer und dessen Larven eine große Rolle spielen. Quantitativ unbedeutend sind andere Invertebraten wie Rüsselkäfer, Zikaden, Blattläuse, Ameisen, Schmetterlinge und Spinnen. Vegetabile Nahrung in Form von Beeren, Früchten und Baumsamen wird aufgenommen, macht aber weniger als 10 Prozent der Gesamtnahrungsmenge aus.
Der Großteil der Nahrung wird durch Hacken und Bohren gewonnen. Dabei lösen Schwarzrückenspechte großflächig die Rinde von den Nahrungsbäumen und hämmern danach die Fraßgänge der holzbewohnenden Käferlarven auf. Die losgelösten Rindenstücke sind oft ein wichtiger Hinweis auf die Anwesenheit dieser Spechtart. Dabei werden brandgeschädigte Bäume, die sehr schnell von Holzschädlingen besiedelt werden, bevorzugt aufgesucht. Absuchen von Stamm- und Ästeoberflächen sowie Jagd am Boden spielen in den Nahrungserwerbsstrategien dieser Art nur eine untergeordnete Rolle.

## Verhalten
Wie alle Echten Spechte sind auch Schwarzrückenspechte tagaktiv. Über Aktivitätsgipfel und Ruhepausen liegen jedoch keine Beobachtungen vor, auch zum Komfortverhalten fehlen detaillierte Angaben. Eine kleine Untersuchung aus Oregon deutet darauf hin, dass Schwarzrückenspechte eher an geschützten Stellen im Freien übernachten als in einer Schlafhöhle. Während der Vorbrutzeit und der Brutzeit behaupten Schwarzrückenspechte zumindest die Kernzonen ihrer meist sehr großen Reviere sowohl gegenüber Artgenossen als auch gegenüber Nahrungs- und Höhlenkonkurrenten. Über die außerbrutzeitlche Territorialität liegen keine Angaben vor. Verhaltenselemente in antagonistischen Situationen sind die spechttypischen Drohgesten wie Kopfvorstrecken, Kopfschwenken und Flügelschlagen, oft begleitet von verschiedenen kurzen und schrillen Rufen und Trommeln. Gelegentlich kommt es, vor allem unmittelbarer Nähe des Höhlenbaumes, auch zu direkten körperlichen Attacken.
Außer gegenüber Artgenossen verhalten sich Schwarzrückenspechte auch gegenüber anderen Spechtarten wie dem Haarspecht, dem Weißkopfspecht und dem Fichtenspecht sehr aggressiv. In direkten Auseinandersetzungen mit dem Haarspecht ist der Schwarzrückenspecht meist unterlegen, während er sich gegen die anderen beiden Spechtarten in der Regel durchsetzen kann. Sehr sensibel reagiert der Schwarzrückenspecht auch auf die Anwesenheit von Arten aus der Gattung der Hüttensänger sowie auf die von Sumpfschwalben. Der europäische Star spielt als Nistplatzkonkurrent noch keine große Rolle.

## Brutbiologie
Schwarzrückenspechte werden mit einem Jahr geschlechtsreif und schreiten meist in diesem Alter auch zur ersten Brut. Sie führen eine weitgehend monogame Saisonehe, möglicherweise besteht auch außerbrutzeitlich ein loser Zusammenhalt. Zum Balzverhalten dieser Art sind keine Informationen verfügbar.
Der Nisthöhlenbau beginnt frühestens Ende März, meist aber erst im April und kann bis in den Mai dauern. Wahrscheinlich wird jedes Jahr eine neue Nisthöhle gezimmert, an deren Errichtung das Männchen etwas stärker als das Weibchen beteiligt ist. Die Art der Höhlenbäume sind sehr unterschiedlich, wenn möglich werden Weichholzarten, kernfaule – oder tote, bereits verfallende Bäume, ausgewählt. Das kreisrunde Einflugloch liegt in durchschnittlich 10 Metern Höhe, fast immer im Stammbereich.
Die Hauptlegezeit liegt im Mai. Früheste Gelege wurden in der zweiten Aprilhälfte festgestellt, die spätesten, bei denen es sich höchstwahrscheinlich um Nachgelege handelt, Mitte Juli. Ein Vollgelege, das von beiden Eltern bebrütet wird, besteht meist aus 3–4 (2–6) rundlichen, reinweißen Eiern, in einer durchschnittlichen Größe von 21,3 × 19 Millimetern. Die Dauer der Brutzeit ist nicht bekannt, bei vergleichbar großen Spechten in ähnlichen Lebensräumen liegt sie zwischen 12 und 14 Tagen. Die Nestlingszeit beträgt etwa 24 Tage, während der die Jungen von beiden Eltern mit Nahrung, vornehmlich Insektenlarven, versorgt werden. Nach dem Ausfliegen folgen die Jungen noch eine gewisse Zeit den Eltern, oft auch in zwei Gruppen getrennt. Über die durchschnittliche Dauer der Führungszeit und die anschließende Dismigration liegen keine Angaben vor.

## Systematik
Der Schwarzrückenspecht bildet gemeinsam mit dem Fichtenspecht (Picoides dorsalis) und dem Eurasischen Dreizehenspecht (Picoides trydactylus) die Gruppe mittelgroßer dreizehiger Hackspechte, die in der borealen Zone holarktisch verbreitet sind. Innerhalb der Gruppe der holarktischen Buntspechte (Picoides /Dendrocopos) ist er außer mit den zuvor genannten dreizehigen Arten näher mit ostasiatischen vierzehigen Arten wie dem Kizukispecht (Dendrocopos kizuki), oder dem Scopolispecht (Dendrocopos maculatus) verwandt. Zu anderen nearktischen Picoides ist die genetische Distanz etwas größer.
Der Schwarzrückenspecht ist monotypisch. Die gelegentlich beschriebene schlankschnäbelige Unterart P. tenuirostris aus dem Kaskadengebirge ist nicht allgemein anerkannt.

## Bestandssituation
Auf Grund der unbeständigen Verbreitungscharakteristik dieser Art ist die Bestandssituation nur schwer einzuschätzen, wird aber insgesamt für stabil gehalten. Regional erheblichen Bestandsabnahmen stehen Bestandszunahmen in anderen Gebieten gegenüber. Die Art scheint zurzeit in keiner überregionalen Gefährdungsliste auf. Der Gesamtbestand wird auf über 1,3 Millionen Individuen geschätzt.
Bessere Waldbrandbekämpfung, vor allem aber rigorose Kahlschlägerungen nach Waldbränden sind neben allgemeiner Habitatzerstörung und großflächigem Insektizideinsatz zur Bekämpfung von baumschädigenden Insekten die wesentlichsten Gefährdungsursachen.